# Ornebius noumeensis
Ornebius noumeensis is een rechtvleugelig insect uit de familie Mogoplistidae. De wetenschappelijke naam van deze soort is voor het eerst geldig gepubliceerd in 1882 door Bolívar.